# Роуч, Кевин
Кевин Роуч (иногда встречается транскрипция Рош или Роч; англ. Kevin Roche, 14 июня 1922, Дублин — 1 марта 2019) — американский архитектор ирландского происхождения.
Окончил Дублинский университетский колледж в 1945 году, некоторое время работал в Лондоне. В 1948 г. Роуч отправился в США, чтобы повысить квалификацию в Иллинойсском технологическом институте, где в то время преподавал Людвиг Мис ван дер Роэ. В 1950 г. Ээро Сааринен обратил внимание на молодого архитектора и пригласил в своё бюро. С 1954 г. Роуч стал партнёром в фирме Сааринена и с тех пор принимал участие во всех проектах старшего товарища. После смерти Сааринена ему пришлось завершать его незаконченные проекты, в том числе Gateway Arch, 5 терминал аэропорта имени Кеннеди, главное здание аэропорта имени Даллеса.
В 1966 году на базе «Сааринена и товарищей» была создана фирма «Роуч и Динкелоо». Первым крупным заказом стал «Музей Калифорнии» в Окленде. Однако более прославил Роуча манхеттенский офис Фонда Форда (1967), ставший ярким примером атриумной архитектуры. Кабинеты расположились на 12 этажах вокруг большого сада.
В дальнейшем Роуч построил ещё ряд примечательных зданий — 98-метровый дом «Рыцарей Колумба» в Нью-Хейвене (1969), комплекс офисных зданий «Пирамиды» в Индианаполисе (1972), штаб-квартиру Bouygues во Франции (1988) — «белоснежный, поистине имперский в своей монументальности квартал». Среди поздних работ зодчего — одно из высочайших сооружений США «Банк Америки-Плаза» в Атланте (1992), здание DN Tower 21 в Токио (1995) и конференц-центр в Дублине (2010), привлекающий внимание опрокинутым стеклянным цилиндром.
Кавалер Золотой медали Американского института архитектуры (1993).